# Rafflesia micropylora
Rafflesia micropylora är en tvåhjärtbladig växtart som beskrevs av W. Meijer. Rafflesia micropylora ingår i släktet Rafflesia, och familjen Rafflesiaceae. Inga underarter finns listade i Catalogue of Life.